# Jerzy Albrecht

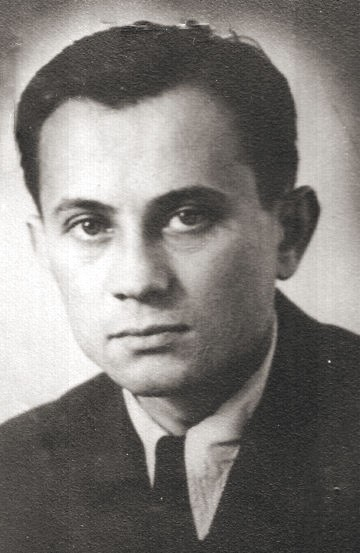
Jerzy Albrecht

Jerzy Albrecht (* 7. Oktober 1914 in Wrzeszczewice, Gmina Łask; † 8. September 1992 in Warschau) war ein Politiker der Polnischen Vereinigten Arbeiterpartei PZPR (Polska Zjednoczona Partia Robotnicza) in der Volksrepublik Polen, der unter anderem zwischen 1950 und 1956 als Vorsitzender des Präsidiums des Nationalrats von Warschau Bürgermeister der Hauptstadt sowie von 1960 bis 1968 Finanzminister war.

## Leben

### KZ-Häftling, Parteisekretär von Warschau und ZK-Mitglied
Jerzy Albrecht absolvierte zwischen 1933 und 1936 ein Studium der Wirtschaftswissenschaften an der Akademie für Politische Wissenschaften in Warschau und trat während des Studiums 1934 der damaligen Kommunistischen Partei Polens KPP (Komunistyczna Partia Polski) als Mitglied bei. Nach dem Verbot der KPP wurde er 1938 Mitglied des Demokratischen Klubs (Klub Demokratyczny). Nach dem Überfall auf Polen durch die deutsche Wehrmacht engagierte er sich im Zweiten Weltkrieg unter dem Tarnnamen „Jureczek“ in der Widerstandsbewegung Union für den Befreiungskampf ZWW (Związek Walki Wyzwoleńczej) und wurde 1942 Mitglied der Polnischen Arbeiterpartei PPR (Polska Partia Robotnicza). In der Folgezeit wurde er von der Geheimen Staatspolizei (Gestapo) verhaftet und war bis 1945 in den Konzentrationslagern (KZ) Lublin-Majdanek, Flossenbürg sowie Groß-Rosen inhaftiert.
Nach seiner Befreiung wurde Albrecht 1945 Mitglied des Nationalrates (Krajowa Rada Narodowa), dem er bis 1947 angehörte. Er war dort Mitglied des Ausschusses für den Wiederaufbau. Zugleich war er zwischen dem 14. Juni 1945 und dem 28. November 1948 Erster Sekretär des Warschauer Parteikomitees und Mitglied des Zentralkomitees der Polnischen Arbeiterpartei. Er wurde 1947 für die PPR Mitglied des Gesetzgebenden Sejm (Sejm Ustawodawczy) und gehörte diesem bis 1952 an. In dieser Zeit war er Mitglied der Ausschüsse für Kommunal- und Wohnungswirtschaft, für den Wiederaufbau, für Bildung und Wissenschaft, für Wirtschaftsplanung und Haushalt, für Verfassungsangelegenheiten sowie des Sonderausschusses für die Entwicklung der Verordnungen des gesetzgebenden Sejm. Er war außerdem zwischen 1947 und 1948 Mitglied des Sekretariats sowie des Organisationsbüros des Zentralkomitees der Polnischen Arbeiterpartei. Des Weiteren war er erst Leiter der Abteilung Propaganda und Presse sowie danach Leiter der Abteilung Propaganda, Kultur und Bildung des ZK der PPR. Auf dem I. (Gründungs-)Parteitag der Polnischen Vereinigten Arbeiterpartei PZPR (Polska Zjednoczona Partia Robotnicza) (15. bis 22. Dezember 1948) wurde er Leiter der Abteilung für Propaganda, Kultur und Bildung sowie Mitglied des Organisationsbüros des ZK der PZPR und behielt diese Funktionen bis 1954. Außerdem wurde er auf diesem I. Parteitag auch erstmals Mitglied des ZK der PZPR und gehörte diesem Führungsgremium der Partei fast zwanzig Jahre lang bis zum V. Parteitag (11. bis 16. November 1968) an.

### Bürgermeister von Warschau und Sejm-Abgeordneter
Als Nachfolger von Stanisław Tołwiński wurde Jerzy Albrecht am 23. Mai 1950 Vorsitzender des Präsidiums des Nationalrats von Warschau (Przewodniczący Prezydium Rady Narodowej miasta stołecznego Warszawy) und damit Bürgermeister der Hauptstadt. Er hatte dieses Amt bis zum 14. Mai 1956 inne und wurde daraufhin von Janusz Zarzycki abgelöst. Er war außerdem zwischen 1952 und 1956 Mitglied des Präsidiums der neu gegründeten Nationalen Einheitsfront (Front Jedności Narodu), eine der PZPR unterstellte gesellschaftspolitische Institution, die ihre politischen Ziele umsetzt und auch andere politische Parteien, Gewerkschaften und auch soziale Organisationen einschloss.
Am 20. November 1952 wurde Albrecht Mitglied des Sejm und gehörte diesem bis zum 29. April 1969 an. Während seiner Parlamentszugehörigkeit war er in der ersten Legislaturperiode zwischen 1952 und 1956 Vorsitzender des Ausschusses für Kommunal- und Wohnungswirtschaft, Mitglied des Ausschusses zur Prüfung von Änderungen des Wahlgesetzes sowie des Sonderausschusses zur Prüfung von Gesetzentwürfen im Zusammenhang mit der Reform der Verwaltungsgliederung der Dörfer und Wahlen zu Nationalräten. Des Weiteren wurde er am 5. April 1955 Mitglied des Staatsrates (Rada Państwa), des kollektiven Staatsoberhaupts der Volksrepublik Polen, und gehörte diesem bis zum 16. November 1960 an.

### ZK-Sekretär, Vizepräsident des Staatsrates und Finanzminister
Nach dem Polnischen Oktober 1956 wurde Jerzy Albrecht auf dem ZK-Plenum vom 21. Oktober 1956 Sekretär des Zentralkomitees der PZPR und bekleidete diese Funktion nach seiner Bestätigung auf dem III. Parteitag (10. bis 19. März 1959) bis zum 16. November 1960. Während der zweiten Legislaturperiode des Sejm war er zwischen 20. Februar 1957 und dem 16. November 1960 Mitglied des Präsidiums der PZPR-Fraktion sowie Mitglied de  Ausschusses für Außenhandel und des Regulierungsausschusses.
Albrecht wurde ferner am 20. Februar 1957 auch stellvertretender Vorsitzender des Staatsrates und bekleidete diesen Posten als einer der Vizepräsidenten der Volksrepublik Polen bis zum 16. November 1960. Als Nachfolger des am 28. Juli 1960 verstorbenen Tadeusz Dietrich übernahm er am 16. November 1960 im dritten Kabinett von Ministerpräsident Józef Cyrankiewicz das Amt als Finanzminister (Minister finansów). Dieses Ministeramt bekleidete er auch im vierten Kabinett Cyrankiewicz (18. Mai 1961 bis 24. Juni 1965) sowie im darauf folgenden fünften Kabinett Cyrankiewicz bis zum 15. Juli 1968, woraufhin Stanisław Majewski seine Nachfolge antrat.
Jerzy Albrecht engagierte sich außerdem mehrere Jahre als Präsidiumsmitglied des Verbandes der Kämpfer für Freiheit und Demokratie ZBoWiD (Związek Bojowników o Wolność i Demokrację). Er zog sich 1968 weitgehend aus dem politischen Leben zurück und blieb nur noch bis zum 29. April 1969 Mitglied des Sejm. Für seine langjährigen Verdienste in der Volksrepublik Polen wurde er mehrfach ausgezeichnet und erhielt unter anderem 1946 die Kommandeurswürde des Ordens Polonia Restituta, 1946 das Verdienstkreuz der Republik Polen (Krzyż Zasługi) in Silber, 1946 die Medaille für Warschau 1939–1945 (Medal za Warszawę 1939–1945), 1964 den Orden des Banners der Arbeit (Order Sztandaru Pracy) Erster Klasse, 1986 die „Ludwik Waryński“-Medaille (Medal im. Ludwika Waryńskiego) sowie den Orden des Grunwald-Kreuzes (Order Krzyża Grunwaldu).

## Veröffentlichung
- Metody finansowania inwestycji i ich skuteczność, 1981